# F1 22
F1 22 (también conocido como EA SPORTS F1 22) es el videojuego oficial de la temporada 2022 de Fórmula 1 y del Campeonato de Fórmula 2 de la FIA desarrollado por Codemasters y distribuido por EA Sports. Fue lanzado el 1 de julio de 2022 para las plataformas de Microsoft Windows, PlayStation 4, PlayStation 5, Xbox One, Xbox Series X/S, EA Origin, Epic Games Store y Steam.
A medida que se implementó la nueva regulación para el Campeonato Mundial de Fórmula 1 2022, el juego presentaría nuevos modelos de automóviles con física actualizada. Para que coincida con las configuraciones de pista en el calendario, el juego actualizará sus diseños, incluidos el circuito de Barcelona-Cataluña, el circuito Yas Marina y el circuito de Albert Park, además de agregar el Autódromo Internacional de Miami para el recién llegado al calendario, el Gran Premio de Miami. El sprint de Fórmula 1 también se incluirá en el juego. Además de presentar una nueva IA adaptativa, que ajustaría el ritmo de los autos de IA de acuerdo con el desempeño de los jugadores para garantizar que los jugadores sean competitivos de carrera en carrera, el juego introduciría un modo central personalizable llamado F1 Life para permitir a los jugadores coleccionar superdeportivos, ropa y accesorios. También se ha confirmado que el juego es compatible con la realidad virtual para PC a través de Oculus Rift o HTC Vive, visores VR.

## Desarrollo y lanzamiento
F1 22 se reveló el 21 de abril de 2022, y tanto Codemasters como EA Sports volvieron a trabajar en el juego. Es un videojuego oficial de los campeonatos de Fórmula 1 y Fórmula 2 de 2022, junto con F1 Manager 2022 de Frontier Developments. El juego se lanzará el 1 de julio de 2022 para las plataformas Microsoft Windows, PlayStation 4, PlayStation 5, Xbox One y Xbox Series X/S a través de Steam y Epic Games Store, que es el fin de semana del Gran Premio de Gran Bretaña de 2022. La Champions Edition del juego se lanzará tres días antes, el 28 de junio de 2022.